# Vytautas Zabiela
Vytautas Zabiela (* 26. November 1930 in Berčiūnai, Rajon Zarasai, Litauen; † 1. November 2019) war ein litauischer Wirtschaftsjurist, Rechtsanwalt und Politiker.

## Biografie
Von 1951 bis 1957 absolvierte er das Diplomstudium der Rechtswissenschaften an der Universität Vilnius. Von 1950 bis 1951 war er Lehrer der Schule Grybėnai (Zarasai) und von 1952 bis 1953 Lehrer an der Mittelschule Dusetos. Danach arbeitete er von 1958 bis 1959 als Rechtsanwalt in Utena, von 1959 bis 1962 in Šiauliai und danach von 1974 bis 1994 in der 2. Anwaltskanzlei in Vilnius. 1991 gründete er eigene Kanzlei, spezialisiert auf Wirtschaftsrecht „Zabiela, Zabielaitė ir partneriai“. Von 2003 bis 2004 war er für die Sozialdemokratische Partei Litauens (Lietuvos socialdemokratų partija) Mitglied des Seimas. Von 1997 bis 2000 war er Mitglied im Stadtrat Vilnius.
Zabiela war verheiratet mit der Ärztin Jorūnė (* 1935). Das Paar hatte eine Tochter Jūratė (* 1959) und einen Sohn Darius (* 1969), beide Rechtsanwälte. Zabiela war Mitautor der litauischen Fachzeitschrift Justitia. Er starb am 1. November 2019 im Alter von 88 Jahren.